# Annet van Egmond
Antoinetta Jacoba Hendrika (Annet) van Egmond (Leiden, 12 januari 1964) is een Nederlandse beeldhouwer, installatiekunstenaar en ontwerper.

## Leven en werk
Annet van Egmond is in 1989 afgestudeerd beeldhouwen en autonome kunst aan de Hogeschool voor de Kunsten Utrecht in Utrecht. In 1990 werden door het Kunstmuseum Den Haag enkele van haar ritmische schetsen aangekocht. In 1993 vormde zij samen haar partner de architect en meubelontwerper William Brand, het ontwerpersduo "Brand van Egmond". 
Annet van Egmond eerste ijzeren sculptuur met licht noemde ze “Chandelier”. De gelaste kroonluchter bestaat uit geroest ijzer en scherven glas. In 1990 was het meteen haar internationale doorbraak.

## Projecten
In 1997 werd een speciaal voor de locatie vervaardigde kroonluchter bestaande uit geroest staal, bladgoud en glaspegels aangekocht door het voormalig stadhuis aan de Javastraat in Den Haag.
In 2007 kreeg de collectie ’Flower Power’ in het ‘ International Design Yearbook’ door ontwerpster Patricia Urquiola een speciale vermelding.
De collectie 'Candles and Spirits', in samenspraak met Swarovski ontworpen, werd in 2007 gebruikt voor de restauratie van de 18e-eeuwse Blauwe Salon van Alden Biesen 's landcommanderij in Belgisch Limburg.
In 2008 werd de speciaal voor het Rembrandt van Rijn-400 jaar ontworpen 'Nightwatch' kroonluchter door de Nederlandse overheid gekozen ter decoratie van het Nederlands paviljoen van de Wereldtentoonstelling in Zaragoza.
Sinds 2009 ontwerpt Annet van Egmond ook wandbekleding.
In 2010 werd de nieuwe collectie 'Digital Dreams' uitgebracht. Hier werd voor het eerst een kroonluchter verlicht door middel van digitale fotografie, in plaats van door een kaars of lamp.
In 2011 werkte Annet van Egmond samen met ontwerper Richard Hutten aan de 'Pin-Up' collectie, geïntroduceerd in Milaan, april 2011.
Zij was oprichter, mede-eigenaar van het designlabel Brand van Egmond in Naarden.

## Publicaties
- Annet van Egmond (2009) Brand van Egmond - Lichtsculpturen. Met tekst van Annet van Egmond, Freija Somer en Annelies ter Brugge